# Абпахш
Абпа́хш или Аб Пахш (перс. اب پخش‎) — город на юге Ирана, в провинции Бушир. Входит в состав шахрестана Дештестан. На 2006 год население составляло 15 302 человека.

## География
Город находится в центральной части Бушира, на равнине Гермсир, между побережьем Персидского залива и хребтами юго-западного Загроса, на высоте 14 метров над уровнем моря.
Абпахш расположен на расстоянии приблизительно 50 километров к северо-востоку от Бушира, административного центра провинции и на расстоянии 700 километров к югу от Тегерана, столицы страны.

## История
Город создан при президенте Али Акбаре Хашеми Рафсанджани при слиянии трёх деревень: Деррахи (درواهی; самая большая), Кале (قلایی) и Бехрамабад (بهرام آباد).